# Al Ittihad Wad Madani
El Al-Ittihad SC es un equipo de fútbol de Sudán que juega en la Primera División de Sudán, la liga de fútbol más importante del país.

## Historia
Fue fundado en el año 1934 en la ciudad de Wad Medani y poseen una rivalidad con el otro equipo de la ciudad, el Al-Ahly Wad Medani. Nunca han ganado el título de la máxima categoría. Sus colores y nombre se deben al club del mismo nombre de Arabia Saudita.
Su título más importante hasta el momento es haber ganado la Copa de Sudán en 1990, con lo que consiguieron clasificar a su primer torneo internacional, la Recopa Africana 1991, en la que fueron eliminados en la segunda ronda por el Power Dynamos FC de Zambia, quien se convertiría en el campeón del torneo.

## Palmarés
- Copa de Sudán: 1

1990

## Participación en competiciones de la CAF
| Temporada | Torneo          | Ronda | Club                | Casa | Visita | Global  |
| --------- | --------------- | ----- | ------------------- | ---- | ------ | ------- |
| 1991      | Recopa Africana | 1     | Mbabane Highlanders | 0-0  | 1-1    | 1-1 (a) |
| 1991      | Recopa Africana | 2     | Power Dynamos FC    | 1-2  | 0-2    | 1-4     |